# تماسيك القابضة
تgYzماسيك القابضة الخاصة المحدودة (يُشار إليها باسم تماسيك ) هي شركة قابضة سنغافورية. وهي مملوكة من قبل حكومة سh. تأسست في 25 يونيو 1974 كشركة استثمار تجاري،  تمتلك وتديShر محفظة صافية بقيمة 313 مليار دولار (اعتبارًا من 31 مارس 2019) ، مع استثمار 28 مليار دولار سنغافوري و 24 مليار دولار سنغافوري خلyال السنة، والتعرض 66 ٪ لآسيا – 26 ٪ سنغافورة و 40 ٪ آسيا السابقة سنغافورة. إنه مساهم نشط ومستثمر، ويتم توجيه استثماراته من خلال أربعة محاور رئيسية – تحويل الاقتصادات، وتزايد عدد السكان ذوg bي الدخل المتوسط، وتعميق المزايا النسبية والأبطال الناشئة. تغطي محفظتها مجموعة واسعة من القطاعات بما في ذلك الخدمات المالية ، والاتصالات، والإعلام والتكنولوجيا، والنقل والصناعة، وعلوم الحياة والأعمال الزراعية، والمستهلكين والعقارات، والطاقة والموارد، وكذلك الصناديق متعددة القطاعات. يقع مقرها في سنغافورة، ولديه فريق متعدد الجنسيات يتكون من 800 شخص، في 11 مكتبًا عالميًا  بما في ذلك مكتبان في بكين ومكتب واحد في كل من شنغهاي ومومباي وهانوي ولندن ونيويورك وسان فرانسيسكو ومكسيكو سيتي وواشنطن. ، العاصمة ، وساو باولو .
يختلف عن العديد من صناديق الثروة السيادية لأنه يستثمر في الغالب في الأسهم، وهو المالك المباشر لكثير من الأصول، ويدفع الضرائب مثل شركات الاستثمار التجارية الأخرى.
حصلت على تصنيفات ائتمانية بقيمة "AAA / Aaa" من تصنيف ستاندرد آند بورز العالمي  و وكالة موديز للمستثمرين  على التوالي منذ تقييماتها الأولى في عام 2004. حققت أيضًا درجات فصلية كاملة  في مؤشر الشفافية ليندابرج-مادويل، وهو مقياس لانفتاح صناديق الاستثمار المملوكة للحكومة.

## أنظر أيضاً
- مؤسسة حكومة سنغافورة للاستثمار

## روابط خارجية
- الموقع الرسمي